# Hagnagora mortipax
Hagnagora mortipax es una especie de polilla de la familia de las geométridas. Habita en Costa Rica y Ecuador.
El lado superior del ala tiene un color de base marrón oscuro con una mancha blanca-crema en el ala anterior que casi llega al borde exterior y llegando hasta el borde interior (en los especímenes de Costa Rica), o no llegando al borde (en los especímenes Ecuatorianos). La mancha blanca es más estrecha que en las Hagnagora jamaicensis, y significativamente más pequeña, y separada del margen exterior, que las Hagnagora acothysta de Brasil. Las tres especies son significativamente más grandes que las Hagnagora guatica.

## Galería

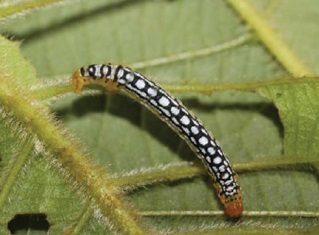
Larva vista dorsal
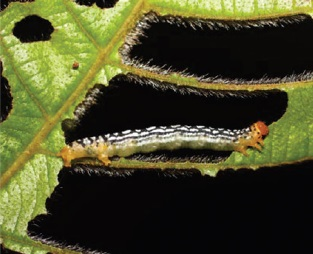
Larva vista lateral